# چاپارخانه زعفرانیه
چاپارخانه زعفرانیه، نام چاپارخانه‌ای در دهکدهٔ توریستی زعفرانیه در ۳۵ کیلومتری سبزوار است که در تاریخ ۲۴ آبان ۱۳۸۵ با شماره ۱۶۳۹۸ در آثار ملی ایران به ثبت رسیده است.